# Tarzanide
|                                                                           |  |                                       |
| Capa do Pulp All Story (Outubro de 1912), estreia de Tarzan na literatura |  | Capa de Jo-Jo - Congo King #23 (1949) |

Tarzanide é um termo criado pelo francês Francis Lacassin, usado para descrever personagens de histórias em quadrinhos inspiradas em Tarzan. Um tarzanide assemelha-se ao Tarzan em sua desenvoltura física, dentro de uma linha de ação que inclui a vida aventuresca na selva, o dom de compreender e ser compreendido pelos animais, o contacto com civilizações perdidas, a coragem aliada à habilidade em lidar com a natureza. A criação de tais personagens pode ter sido propiciada pelo sucesso que Tarzan alcançara desde o seu surgimento na literatura, em 1912, culminando com o lançamento de tiras diárias em quadrinhos, em 1929, as quais abriram caminho para um gênero que aliava a sedução do ambiente desconhecido, a necessidade das características arquetípicas do herói e a popularidade do acesso.
Os tarzanides seguem a mesma linha de ação de Tarzan, porém englobando heróis diversificados, femininos ou masculinos, adaptados a aventuras ambientadas em um conjunto de elementos que perfazem o estereótipo da selva no imaginário popular, o que inclui, além das selvas africanas, a selva amazônica e até estranhas selvas em regiões polares.

## Etimologia e características
O termo "tarzanide" foi cunhado pelo crítico literário francês Francis Lacassin, autor de três livros sobre o Homem-Macaco: Tarzan: mythe triomphant, mythe humilié (1963), "Tarzan" ou le Chevalier crispé (1971) e La Legendé de Tarzan (2000). Tal qual Tarzan, um tarzanide é geralmente considerado "o rei da floresta" ou "o rei da selva". Pode falar com os animais e até mesmo lidera-los e é respeitado pela maioria das tribos vizinhas e frequentemente encontra  civilizações perdidas. A grafia "Tarzanidi" também é aplicável, assim como a variante em português "Tarzânico".
Essas narrativas, no entanto, apresentam influência neocolonialista, com personagens negros frequentemente colocados em papéis secundários e representados de forma estilizada.
Enquanto os termos "tarzanide" e "tarzanidi" são adotados para personagens originados em publicações de Banda desenhada franco-belga e italianas, para publicações norte-americanas o termo Tarzanesque é bastante utilizado. Segundo o dicionário online The Free Dictionary, Tarzanesque é um vocábulo usado para ironizar homens fortes e habilidosos.

## Histórico

### Primeiras manifestações

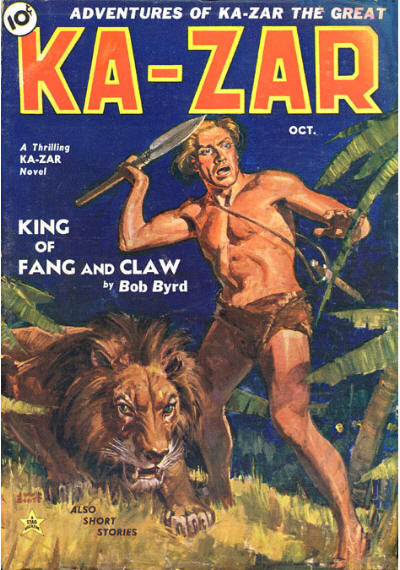
Capa de Ka-Zar Magazine nº 1, outubro de 1936

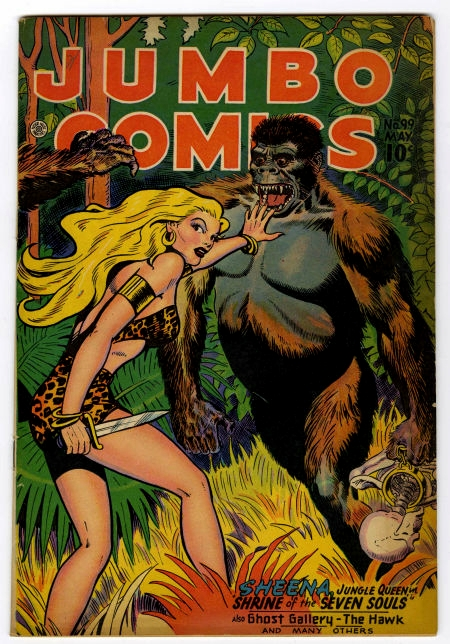
Embora Sheena (acima) não tenha sido a primeira "garota das selvas", trouxe no visual - um biquíni de pele de leopardo - uma característica inédita que seria bastante replicada.

O sucesso das tiras de Tarzan surgidas em 1928, impulsionou a criação de diversos "reis" e "garotas das Selvas" (também chamadas de "mulheres das selvas", "tarzanas"). Algumas dessas manifestações eram independentes - em 1931, o escritor Jerry Siegel, que eventualmente se tornaria um dos criadores de Superman, mas à época ainda estava no ensino médio, criou uma paródia de Tarzan para o jornal estudantil The Torch do Glenville High School - enquanto outras eram elaboradas com fins profissionais. Em 1933, os filipinos Francisco Reyes (desenhista) e Pedrito Reyes (roteirista), criam uma das primeiras cópias de Tarzan, Kulafu. Em 1934, Alex Raymond criou as tiras Flash Gordon e Jim das Selvas para concorrerem, respectivamente, com Buck Rogers e Tarzan. Jim, entretanto, não era um "Rei das Selvas", mas um caçador que vivia aventuras em selvas asiáticas. No começo da série, teve o personagem Zobi, the jungle boy.
Em 1936, a Timely Comics (atual Marvel Comics) publicou a primeira edição da revista pulp "Ka-Zar", estrelada pelo personagem título, um jovem chamado David Rand que fora criado no Congo Belga ao lado do leão Zar. William L. Chester, lança o personagem Kioga da série de livros, o personagem vive suas aventuras no Estreito de Bering, em 1938, Kioga ganhou o seriado Hawk of the Wilderness, interpretado por Herman Brix, que também havia interpretado Tarzan em um seriado lançado em 1935 Em New Comics #5 (junho de 1936), foi lançado o personagem Sandor de Homer Fleming, que vivia aventuras no Nordeste da Índia.

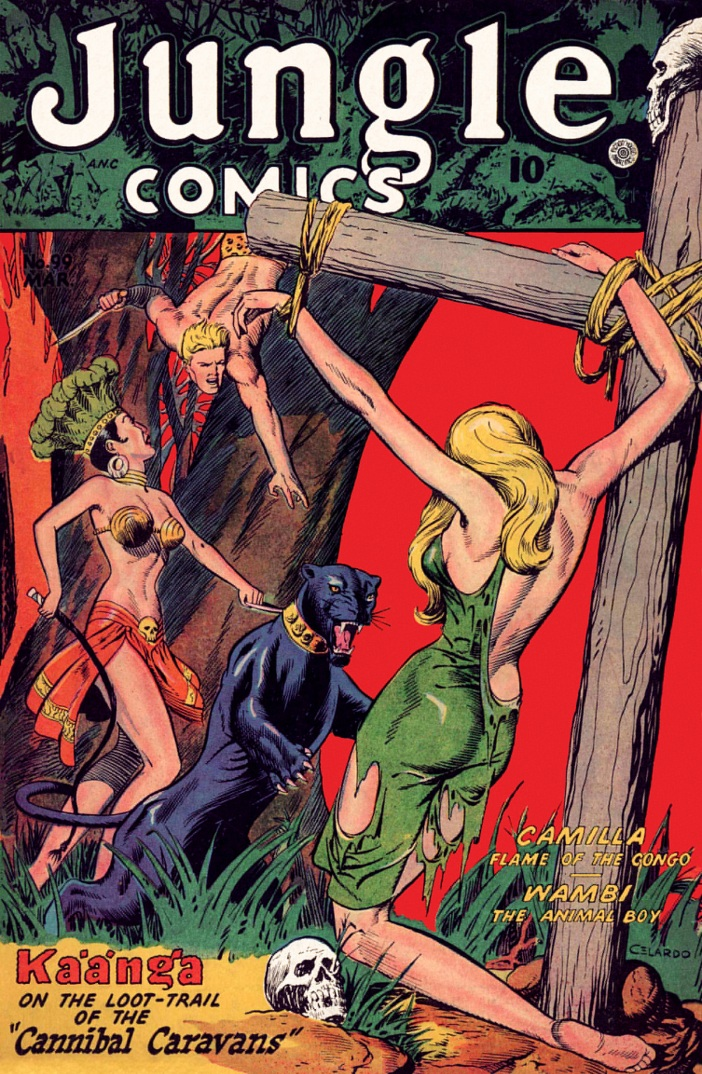
Kaanga na capa de John Celardo para a revista Jungle Comics #99 da editora Fiction House, Março de 1948

Em 1937, Will Eisner e Jerry Iger criaram Sheena, a Rainha das Selvas, uma das mais conhecidas "garotas da selva". Apesar de bastante conhecida, a personagem não fora a primeira a se enquadrar nesse arquétipo: em 1904 havia surgido "Rima" uma personagem do livro Green Mansions: A Romance of the Tropical Forest, escrito por W. H. Hudson - oito anos antes do próprio Tarzan.

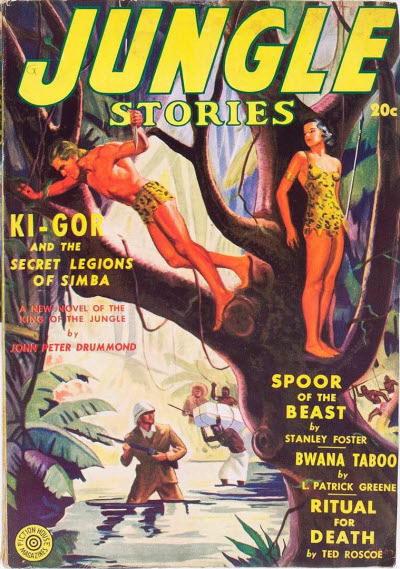
Ki-Gor em Jungle Stories da editora Fiction House, 1939

Sheena apresentava traços inéditos: foi a primeira "garota das selvas" a usar um biquíni de pele de leopardo, que logo se tornaria um clichê, e foi também a primeira heróina a ganhar uma revista própria, publicada pela Fiction House entre 1942 e 1953 - Rima só teria sua primeira versão em quadrinhos em 1952, no número 90 da revista Classics Illustrated, desenhada por Alex Blum e uma série regular em1974, pela DC Comics, e chegou a participar de três episódios do desenho animado Superamigos.
Em 1939, Ka-Zar faz sua estreia nos quadrinhos, publicado na revista Marvel Comics # 1, primeira publicação do gênero da editora, a primeira escrita por Ben Thompson, foi adaptada do conto "King of Fang and Claw" de Bob Byrd, publicada inicialmente na revista pulp do herói, além do Congo Belga, Ka-Zar viveria aventuras em Somalilândia (uma região da Somália), Etiópia, Quênia, Inglaterra e Estados Unidos e enfrentava os mais vários vilões: caçadores, contrabandistas, fascistas, nazistas entre outros. Em 1941, o herói participou de uma história do andróide Tocha Humana, Ka-Zar foi publicado pela editora até 1942.

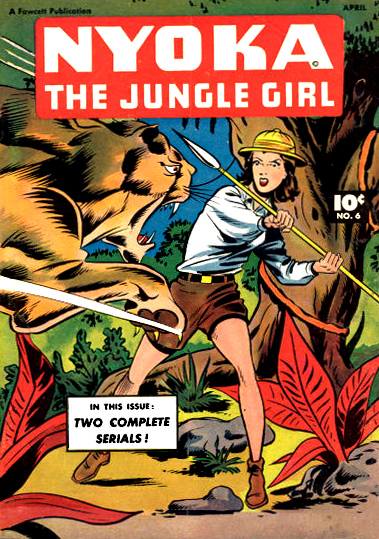
Revista em quadrinhos Nyoka the Jungle Girl #6 (Abril de 1946), Fawcett Comics, a personagem criado para um seriado da Republic Pictures em 1941.

Em 1940, a Fiction House começou a publicar as histórias de "Kaanga, o rei das selvas" - que no Brasil foi publicado pela EBAL, editora que publicava Tarzan e Sheena, com o nome de "Kionga". Além de Kaanga e Sheena, a Fiction House já havia publicado na revista pulp Jungle Stories, o personagem "Ki-Gor". Também pela Fiction House foram publicados "Camilla, Queen of the Lost Empire" e "Tabu, the Jungle Wizard".
Em 1941, a produtora Republic Pictures lançou o seriado Jungle Girl, sobre a jovem Nyoka Meredith (Frances Gifford), criada pelo pai na Africa pelo pai, o estúdio usou um título de um romance de Edgar Rice Burroughs, porém, a história e a personagem foram criadas pelo estúdio, no ano seguinte, lançou um novo seriado, Perils of Nyoka, desta vez, Nyoka teve o sobrenome mudado para Gordon e foi interpretada  Kay Aldridge, no mesmo ano, ganhou histórias em quadrinhos publicadas pela Fawcett Comics. Em 1944, Linda Stirling estrela um outro seriado do estúdio, The Tiger Woman, dessa vez, ambientado na América do Sul.
O haitiano André LeBlanc cria a garota das selvas brasileira Morena Flor, publicada em tiras diárias e na revista do Capitão Atlas, uma espécie de caçador brasileiro similar a Jim das Selvas criado para um programa de rádio. LeBlanc foi assistente de Sy Barry em outro herói das selvas: O Fantasma, criado por Lee Falk.
Em 1949, o ator Steve Reeves estrelou o episódio piloto da série de TV Kimbar of the Jungle, contudo, o projeto não aprovado.
Ná década de 1950, dois artistas que desenharam heróis tarzanides da Fiction House, trabalhariam nas tiras de Tarzan: John Celardo (que ilustrou histórias protagonizadas por Kaanga) e Bob Lubbers (que ilustrou histórias de Camilla).

### Tarzanides negros
Em 1947, incomodado com a retratação dos negros nas histórias em quadrinhos (principalmente em histórias de heróis ambientadas na África), o jornalista afro-americano Orrin C. Evans elaborou a revista All-Negro Comics, produzida e direcionada ao público negro (algo parecido com os chamados race films entre as décadas de 1910 e 1950 e o cinema blaxploitation na década de 1970), nessa revista o irmão de Orrin, George J. Evans Jr. criou o herói Lion Man, um cientista afro-americano a serviço da ONU, que ao ser enviado para a Costa do Ouro na África, se depara com um mina de urânio, temendo que a mina caísse em mãos erradas, ele resolve protegê-la e se torna uma espécia de Tarzanide negro, apesar dos esforços a revista durou apenas uma edição. Essa não foi a primeira tentativa de um Tarzanide negro, o também afro-americano Matt Baker, criou em 1945, Voodah, para a terceira edição da revista Crown Comics da Editora Golfing/McCombs,[carece de fontes?] na capa da quinta edição Voodah aparece como um caucasiano (embora ainda fosse negro nas páginas internas), na edição seguinte Voodah passou a ser branco também nas páginas internas.

### Tarzanides indianos

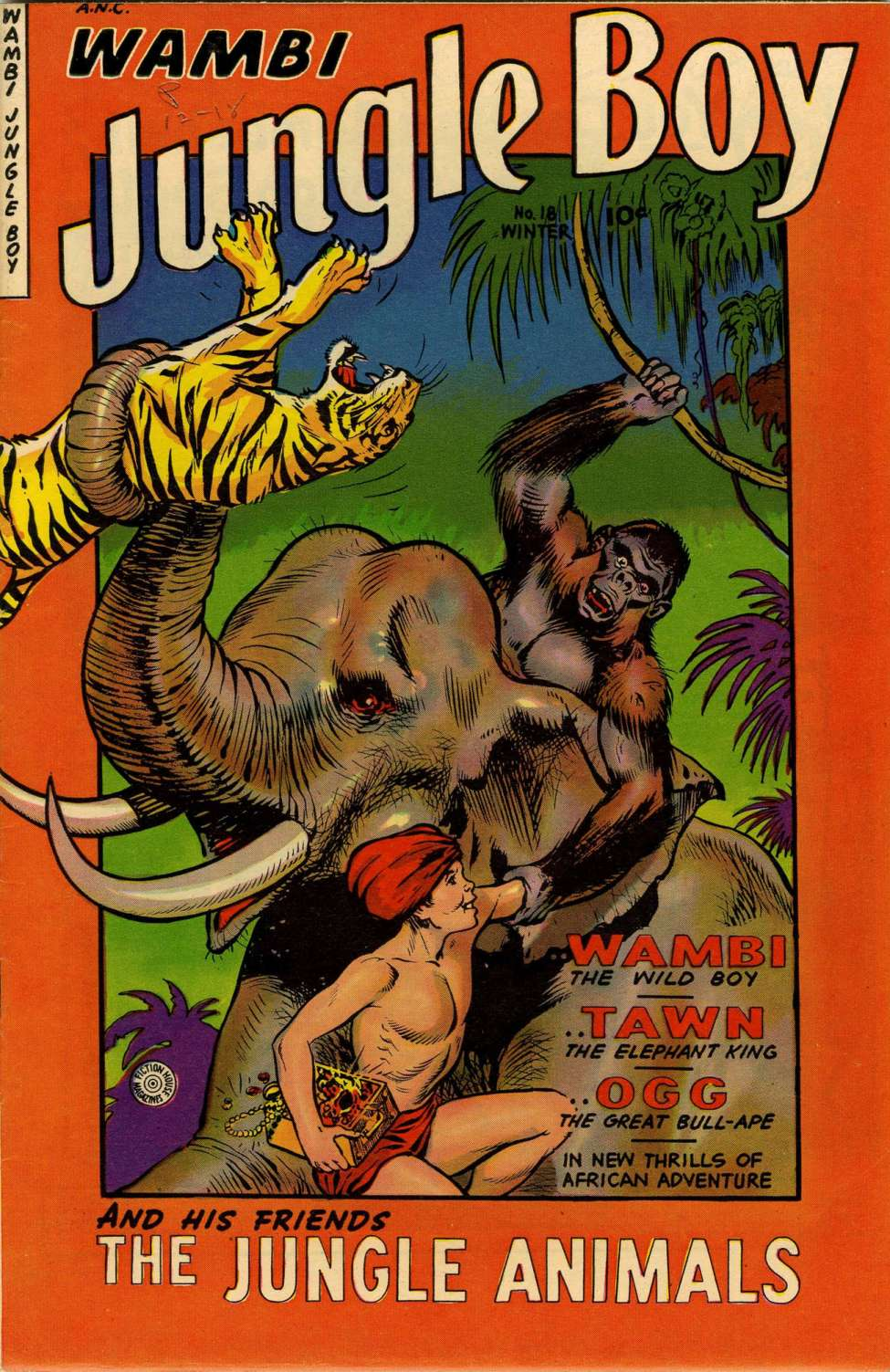
Wambi Jungle Boy #18 (1952)

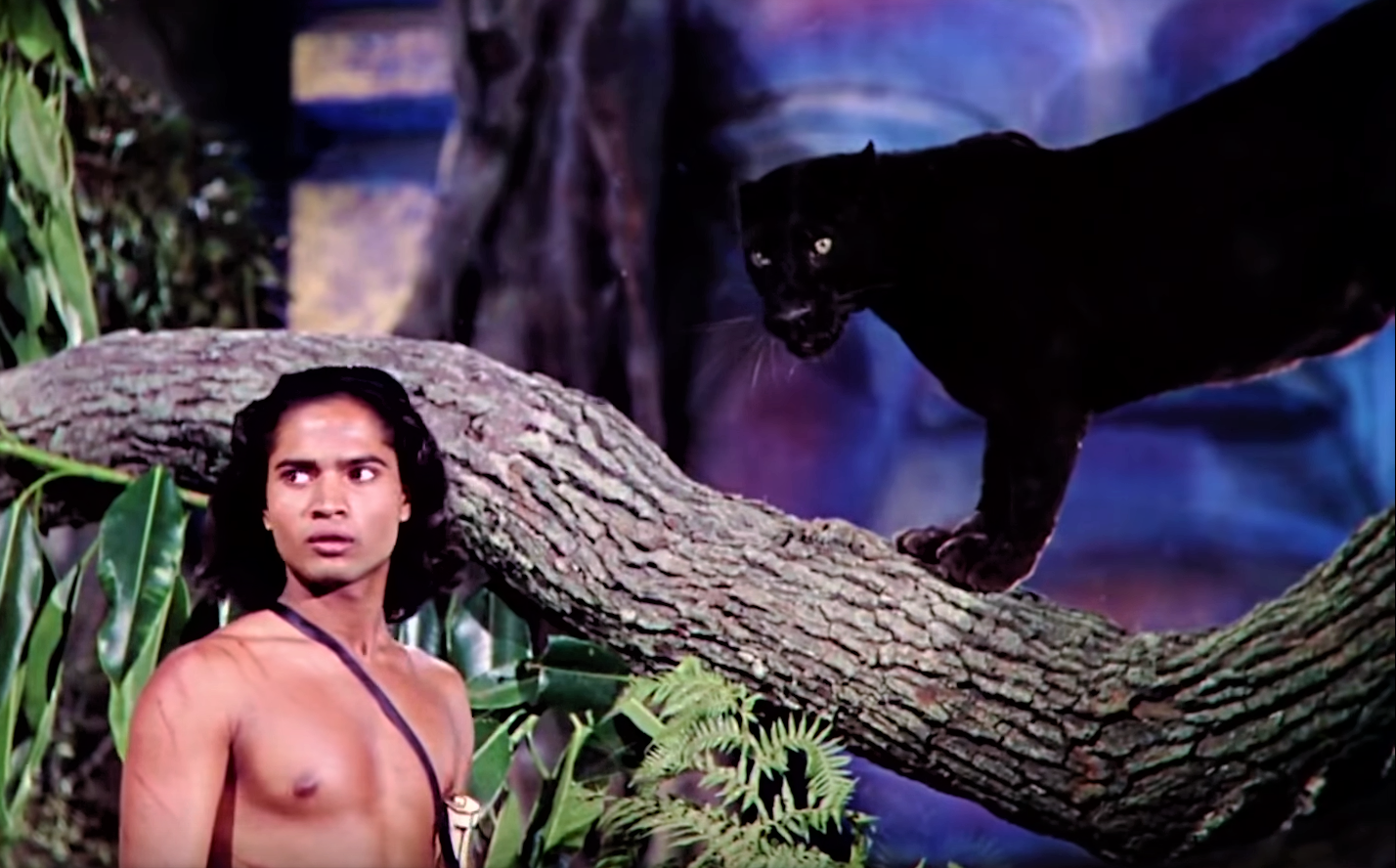
Sabu em Jungle Book (1942)

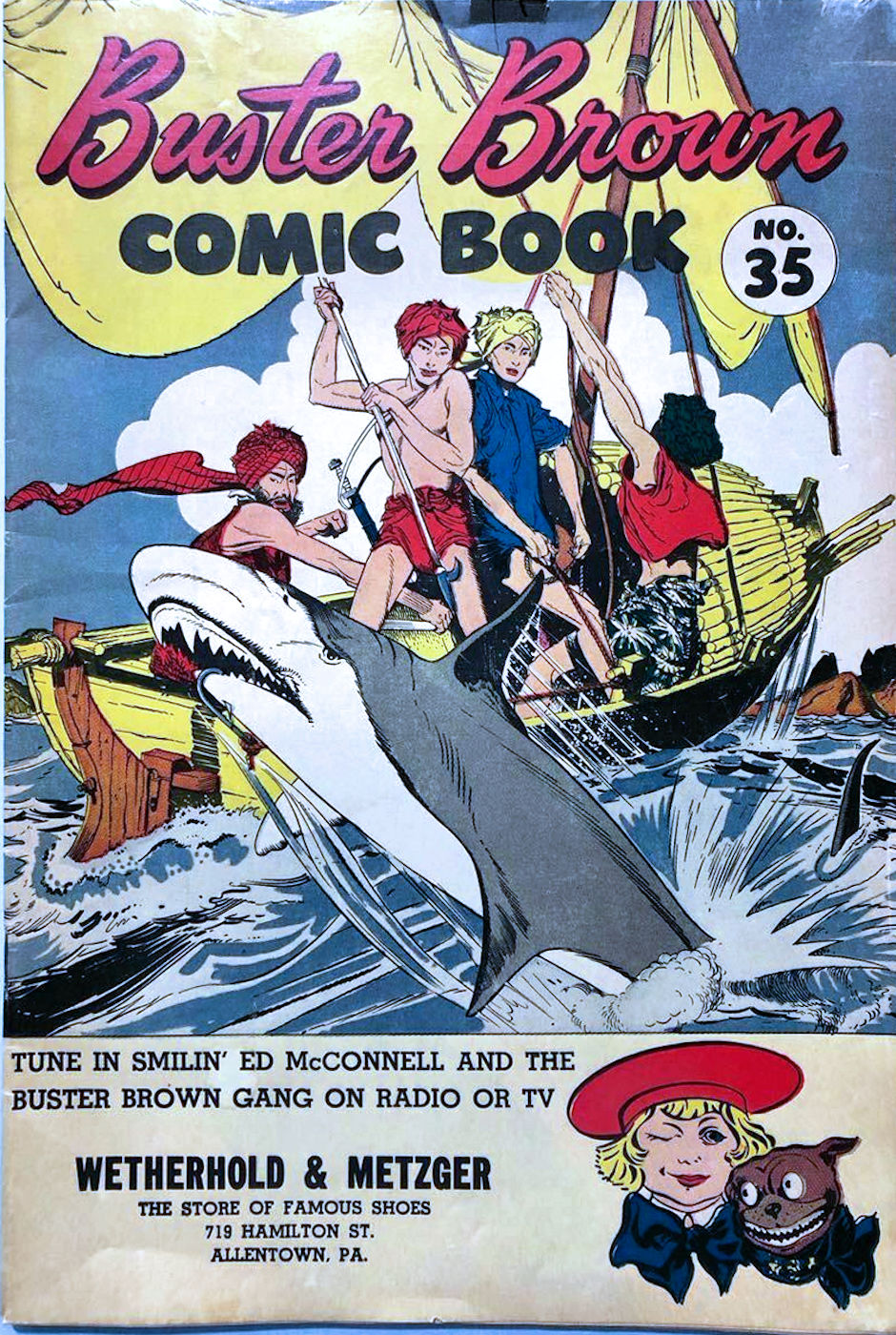
Buster Bronw #36 (julho de 1954)

A Fiction House lançou alguns personagens de origem indiana: Wambi, Jungle Boy, lançado em Jungle Comics #1 (janeiro de 1940), cocriado por Henry Kiefer, Wambi vivia em uma selva que mistura elementos das selvas africanas e indianas, além da revista Jungle Comics, Wambi foi publicado em revista própria, Taj of the Elephants, uma personagem feminina de criação anônima lançada em Jungle Comics #57 (1944)  e Jan of the Jungle, cocriado por Enrico Bagnoli e lançado em Rangers Comics #42 (agosto de 1948). Em Buster Brown Comics #11 (1948), foi lançado o personagem Ghanga, mas tarde grafado como Gunga. O ator indiano-americano Sabu Dastagir interpretou dois personagens criados por Rudyard Kipling: Toomai em Elephant Boy (1937) e Mowgli em Jungle Book (1942), ele virou um personagem de quadrinhos inspirado nesses papéis: Sabu, Elephant Boy, publicado em Red Circle Comics #4 (abril de 1945) e uma revista própria em duas edições com histórias ilustradas por Wally Wood e publicada pela Fox Feature Syndicate. Em 1946, nas páginas da revista francesa Fillette, surge a heróina Durga Râni, escrita por René Thévenin e ilustrada por René Pellos.

### Na década de 1950
|                                  |  |                                                               |
| Roberto Renzi co-criador de Akim |  | Capa de Thun'da, King of Congo #3 (1952) - Arte de Bob Powell |

Em 1950, surgiu Akim na revista italiana Albo Gioello, uma revista em formato talão de cheque, criação do roteirista Roberto Renzi e do desenhista Augusto Pedrazza, Akim não viva aventuras apenas nas selvas, também combatia criminosos comuns no chamado "mundo civilizado", para isso até usava roupas comuns utilizadas nas grandes metrópoles, o personagem  foi publicado até 1991.
Em 1952, Frank Frazetta criou Thun'da, King of Congo para a Magazine Enterprises, o personagem chegou a ter um seriado, King of the Congo no mesmo ano estrelado por Buster Crabbe(ator que já havia interpretado Tarzan no seriado Tarzan the Fearless de 1933). Thun'da (cujo verdadeiro nome é Robert Drum) é um aviador da Força Aérea Americana que se perde no Congo, nos quadrinhos Drum enfrentava dinossauros e seres pré-históricos, porém por cortes de orçamentos, esse elementos não estiveram presentes no seriado, Na década de 60, Frazetta ilustrou capas de versões de bolso dos contos de Tarzan publicados pela Ace Books.

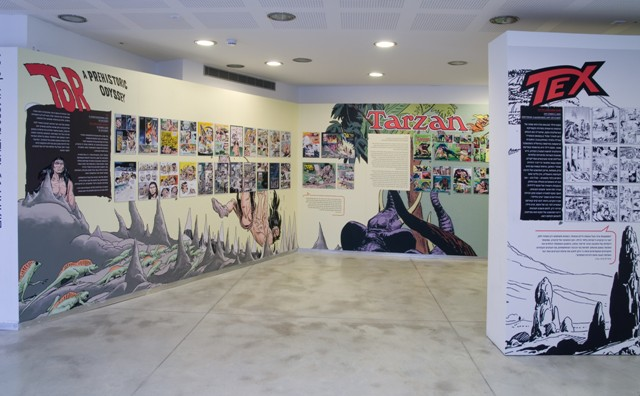
Tor de Joe Kubert em exposição.

Em 1953, Joe Kubert lançou Tor, a diferença entre Tor e Tarzan é que as histórias de Tor eram ambientadas na pré-história (mais precisamente no ano 1 milhão antes de Cristo, correspondente Periódo Quaternário, periódo apontado por paleontólogos onde surgiram os primeiros humanos, apesar disso, o autor também usou licença poética e incluiu dinossauros nas histórias de Tor), anos mais tarde Kubert também desenharia os quadrinhos de Tarzan. No mesmo ano a Atlas Comics (nome usado pela Marvel durante a década de 1950) lançou a revista Lorna the Jungle Queen, protagonizada por um garota das selvas loira, após cinco edições a revista mudou o nome para Lorna the Jungle Girl. Entre 1954 e 1955, publicou duas revistas que possuíam as selvas como cenário: Jungle Action e Jungle Tales. Em Jungle Action foram publicados dois personagens tipicamente inspirados em Tarzan: Lo-Zar (o personagem teve o nome alterado para Tharn e teve a cor do cabelo mudada de loiro para ruivo em republicados nos anos 70 para não ser confundido com  Ka-Zar) e Jungle Boy, A garota das selvas, Jann of the Jungle também surgiu em Jungle Action #1, a partir da edição 8, a revista passou a se chamar Jann of the Jungle e durou mais 9 edições, em Jungle Tales #1, foi publicada a história de Waku, Prince of Bantu, um nova tentativa de um herói negro ambientado nas selvas africanas, criada por autores desconhecidos, a história mostrava um príncipe africano, o personagem antecedeu alguns conceitos que estariam presente no Pantera Negra (outro personagem da Marvel, criado por Stan Lee e Jack Kirby em Fantastic Four #52 de Julho de 1966). Em 1972, já como Marvel Comics, a editora lançou uma nova revista chamada Jungle Action, as quatro primeiras edições trazia republicações de histórias publicadas na revista original (Tharn e Jann) e algumas histórias de Lorna, já o quinto número publicado em 1973, passou trazer histórias do Pantera Negra. Também em 1955, a Republic Pictures lançou o seriado Panther Girl of the Kongo, o seriado guardava semelhanças com Jungle Girl, tendo até mesmo usado cenas de arquivos do mesmo, no Japão, é lançado o filme Buruuba, nitidamente inspirado pelos filmes estrelados por Johnny Weissmuller.
Em 1954, as heroínas das selvas, ilustradas no estilo good girl art, não escaparam das críticas por seu apelo erótico. Fredric Wertham, em seu livro Seduction of the Innocent, também criticava quadrinhos com "rainhas da selva", como Sheena, alegando que essas personagens femininas seminuas, envolvidas em aventuras cruéis e sádicas, eram exemplos de material impróprio consumido por crianças sem o conhecimento dos pais. Ao republicar Nyoka, a Charlton Comics refez histórias anteriores publicadas pela Fawcett para se adequar ao Comics Code Authority, um conjunto de diretrizes de censura criado em 1954 para regular o conteúdo das histórias em quadrinhos.

### Na década de 1960

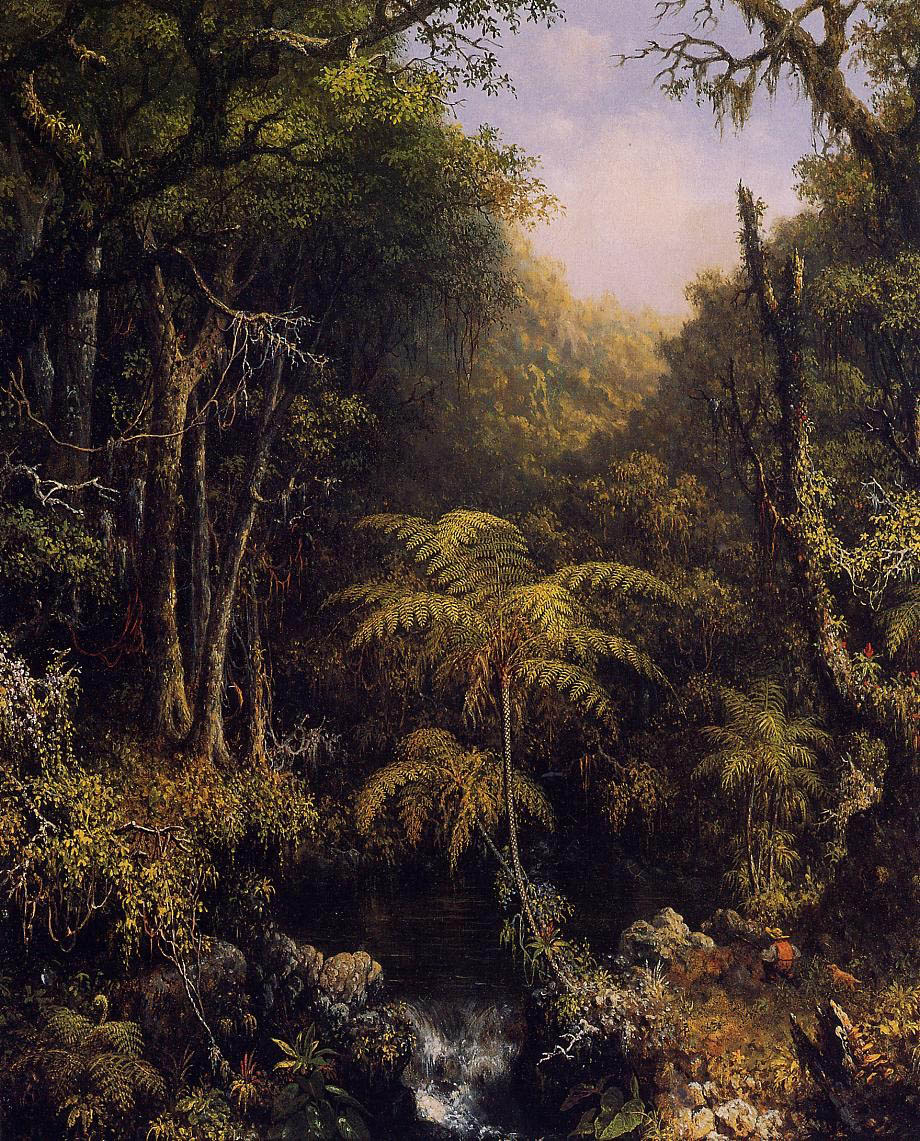
Selvas brasileiras também serviram de cenários para as aventuras dos Tarzanides.

Em 1962, o ator brasileiro Wilson Vianna estrelou dois filmes do tarzanide mexicano Barú: Barú, el hombre de la selva e El mundo salvaje de Barú. Na TV brasileira, Vianna interpretou o Capitão Atlas.
Em meados dos anos 60, aproveitando o sucesso do gênero, outras editoras brasileiros criaram seus próprio tarzanides, um deles foi Targo da Editora Outubro (depois renomeada para Taika), criado por de Heli Otávio de Moura Lacerda, Targo era um órfão que sobreviveu de um acidente de avião na Floresta Amazônica (mais precisamente na fronteira do Estado do Amazonas com o Peru, embora também tivesse histórias ambientadas no Planalto Central) e foi criado por índios apocajés, o personagem teve histórias produzidas por artistas como Helena Fonseca, Jayme Cortez, Gedeone Malagola, Nico Rosso, Rodolfo Zalla, Moacir Rodrigues Soares assim como Tarzan e Thun'da, Targo também convivia com criaturas pre-históricas consideradas extintas, a ideia de uma Amazonia habitada por seres pré-históricos já havia sido retratada no livro O Mundo Perdido de Arthur Conan Doyle publicado em 1912. Assim como Tarzan, Targo também tinha seu próprio núcleo familiar, composto por sua esposa Arimá, o irmão dela Aurici e uma onça-pintada (ou Jaguaretê). Sob orientação de Jayme Cortez, o personagem foi criação conjunta de editores e quadrinistas da Editora Outubro, coube a Gedeone Malagola dar nome ao herói, segundo ele o nome veio de um amigo policial que possuía o sobrenome "Targa", Gedeone costumava brincar com o nome do amigo comparando-o ao Tarzan dos macacos, coincidentemente, Targa também foi o nome usado um em tarzanide francês publicado na década de 1940. O próprio Gedeone também havia criado outro personagem inspirado em Tarzan, "Tambu"  e feito histórias de Tor de Joe Kubert para a Gráfica Novo Mundo, um outro exemplo foi Tarun de Paulo Fukue, lançado na Revista "Magia Verde"  da EDREL, Assim como Thun'da, Tarun também não se enquadrava nos arquétipos de criança selvagem/bom selvagem, o personagem era um homem que tentava voltar a civilização, como Targo, Tarun vivia aventuras numa região perdida da Amazônia, a "Região Fantástica". Pela editora de origem mexicana Editormex, o quadrinista Edmundo Rodrigues desenhou uma história de Antar (um anagrama de Tarzan), Antar era uma revista de fotonovelas de filmes de Tarzan, Jim das Selvas entre outros.

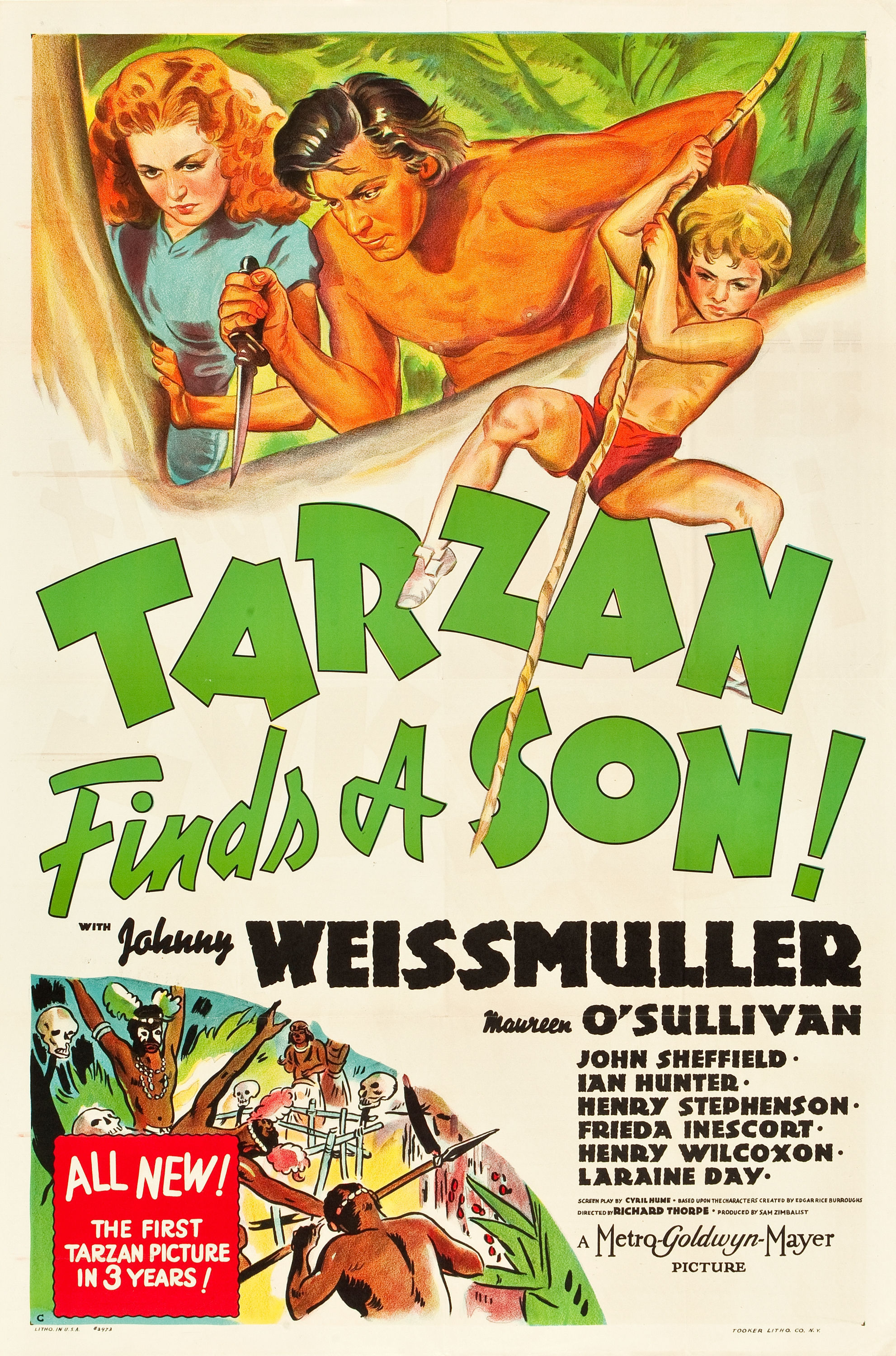
Pôster do filme Tarzan Finds a Son! (1939)

Em 1963, surgiu o francês Zembla, criado por Marcel Navarro para concorrer como Akim, Zembla surgiu na revista Spécial Kiwi, chegou a ter histórias desenhadas pelo cocriador de Akim, Augsto Pedraza, as histórias de Zembla eram mais próximas das paródias, criado por leões e usando uma tira de pele de leopardo, Zembla tinha como aliados um leão, um gato-selvagem, um canguru, um pigmeu e um mágico (nitidamente inspirado em Mandrake de Lee Falk) o personagem foi publicado até 1994, na França, tanto Akim quanto, Zembla foram publicados em formatinho. Outra criação francesa foi Yataca, nascido na Selva amazônica, o herói viveu aventuras nas Américas por vinte edições, depois disso, inexplicavelmente suas histórias passaram a ter a África como cenário.
Entre 1967 e 1968, a DC Comics publicou a revista Bomba, the Jungle Boy, Bomba é um personagem surgido em uma série de livros inciada em 1926 e terminada em 1938, tal qual Tarzan, Bomba também foi adaptado para os cinemas entre 1949 e 1955, suas histórias eram ambientadas em selvas da América do Sul, Bomba foi interpretado por Johnny Sheffield que havia interpretado Boy, o filho adotivo de Tarzan e Jane no filme Tarzan Finds a Son! de 1939, Boy substituiu Korak, o filho legítimo de Tarzan nos livros, na série de filmes de Bomba, a América do Sul foi trocada pela África, os produtores reaproveitaram cenas do documentário Africa Speaks! de 1930. Suas história seriam republicadas pela editora na década de 1970 em revistas estreladas por Tarzan, produzidas por Joe Kubert, para não violar os direitos autorais, Bomba foi renomeado para Simba.

## Ka-Zar e Shanna

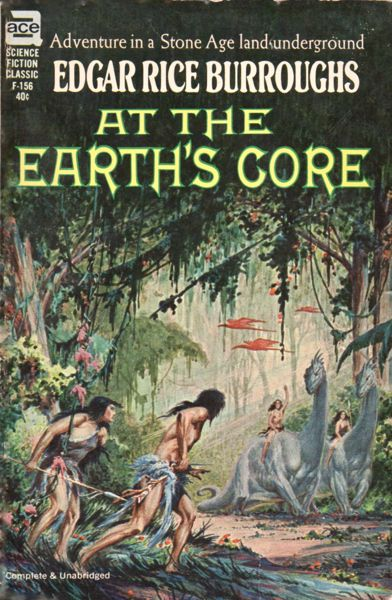
Homens das cavernas e dinossauros no mundo perdido de Pellucidar, capa do livro At The Earth's Core de Edgar Rice Burroughs, 1962, arte de Roy Krenkel.

Localização da Terra Selvagem no Universo Marvel.

Uma nova versão de Ka-Zar foi feita em 1965 por Stan Lee e Jack Kirby, inspirado em Tarzan e Tor de Joe Kubert, o novo Ka-Zar surge como um personagem secundário na revista dos Uncanny X-Men, o Congo Belga foi trocado pela fictícia Terra Selvagem (uma zona tropical curiosamente localizada no Círculo Polar Antártico, também habitada por seres pré-históricos aparentemente extintos, muito semelhante a Pellucidar, a terra oca criada por Burroughs), o leão Zar pelo tigre dente de sabre Zabu e David Rand por Kevin Plunder, Ka-Zar foi o mais bem sucedido tarzanide; teve diversas revistas próprias, mini-séries e graphic novels. Em 1973, a Marvel lançou uma outra garota das selvas, Shanna, surgiu em revista própria, porém a revista só durou cinco edições, porém continuou tendo histórias publicadas nas revistas de Ka-Zar (com que viria a se casar), Demolidor e Hulk.

## Tarzanides na atualidade

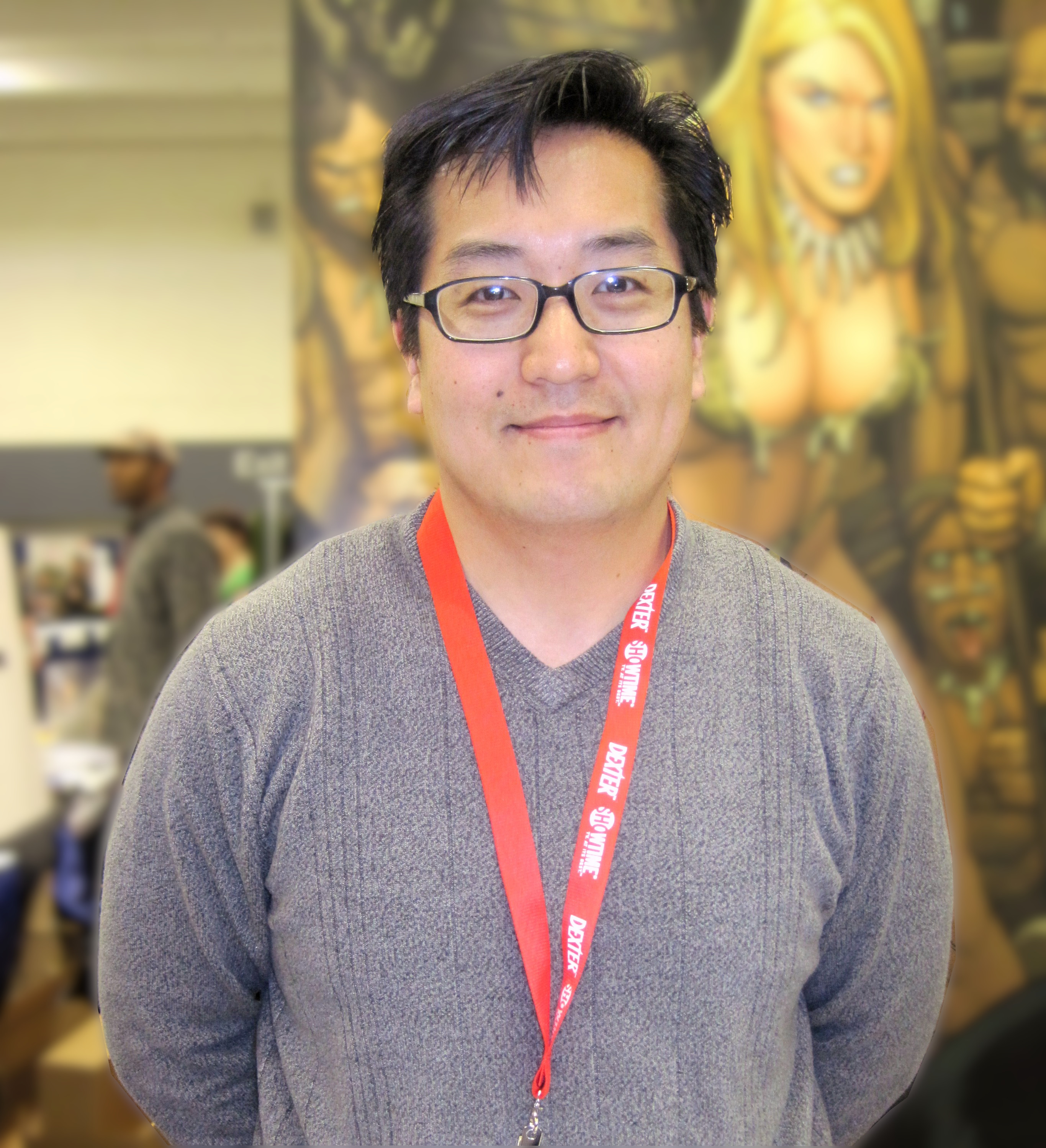
O quadrinista Frank Cho e sua "Jungle Girl" ao fundo.

Em 2000, a Rede Globo lançou a telenovela Uga Uga de Carlos Lombardi, onde o ator Cláudio Heinrich interpretava um jovem criado por índios e que se parecia com Tarzan.
Vários dos tarzanides criados para o mercado norte-americano, encontram-se em domínio público no país, isso se deve ao fato de que com a implantação do Comics Code Authority em meados da década de 1950, várias editoras foram fechadas e não renovaram os direitos de seus personagens, como fizeram os herdeiros de Edgar Rice Burroughs e empresas como a Walt Disney Company.
Tarzan também entrou em domínio público em 2001, mas antes disso alguns autores já o utilizavam em histórias: Entre meados da década de 1990 e início da década de 2000, o personagem participou de crossovers oficiais publicados com os personagens Batman, Superman e Predador. Em 1999, o roteirista Warren Ellis e o desenhista John Cassaday criaram vários personagens inspirado em pulps para a série Planetary, Kevin Sack, o Lorde Blackstock (uma alusão ao título Lorde Greystone, que Tarzan herdou do pai) é nitidamente inspirado em Tarzan e em 2000, Alan Moore utilizou uma versão de Tarzan na sua obra The League of Extraordinary Gentlemen, sem, entretanto, que ele tivesse seu nome revelado na série.
Em 2005, Shanna teve uma minissérie produzida pelo quadrinista Frank Cho, que também criou sua própria garota das selvas Jana publicada na minissérie Jungle Girl publicada pela Dynamite Entertainment (conhecida por publicar inúmeros projetos com personagens em domínio público).  Em 2006, a Marvel Comics reconhece o Ka-Zar original como integrante do Universo Marvel na sexta edição de "All-New Official Handbook of the Marvel Universe A to Z, o guia oficial da editora, o personagem porém não apareceu em nenhuma nova história (tal como aconteceu com o Tocha Humana original por exemplo).
Em 2007, a Sheena, a rainha das selvas, teve uma minissérie em cinco edições publicada pela Devil's Due Digital, roteirizada por Steven E. de Souza (roteirista de cinema, mais conhecido pelo roteiro do filme Duro de Matar, estrelado por Bruce Willis), desenhos de Matt Merhoff e capas desenhadas por Joe Jusko, Nicola Scott, Khary Randolph e Tim Seeley. No início de 2010, Devil's Due Digital começou a distribuir material digitalizado de  Sheena.
Em 2008, o roteirista Alex Mir e o ilustrador Alex Genaro lançaram a série Valkíria, a série mostra a personagem-título em um Brasil pós-apocalíptico  onde criaturas pré-históricas voltaram a viver na Terra.
Em 2011, a Dynamite Entertainment lançou a revista Lord of the Jungle, embora esteja em domínio público, o nome Tarzan não pode ser usado nos títulos sem autorização. no animada seguinte, a editora anunciou que iria publicar um nova série de Thun'da, na primeira edição, a editora optou por republicar a origem do personagem desenhada pelo criador, Frank Frazetta junto das novas histórias produzidas por Robert Place Napton (roteiros), com Cliff Richards (desenhos) e capa de Jae Lee (capa). Em 2015, a Dynamite anunciou um crossover de Tarzan e Sheena, lançado em 2016 com o título Lords of thr Jungle. Dynamite Entertainment anunciou uma nova série da Sheena para 2017 pelas roteiristas Marguerite Bennett e Christina Trujillo e o desenhista Moritat. A história é definida  na Amazônia, em vez de África.
Em julho de 2023, a Antarctic Press anunciou a publicação de Valkíria em sua versão da revista Jungle Comics. Valkíria estreou no nº 22 da revista lançada em novembro de 2023.